# Rallye Schweden 2008

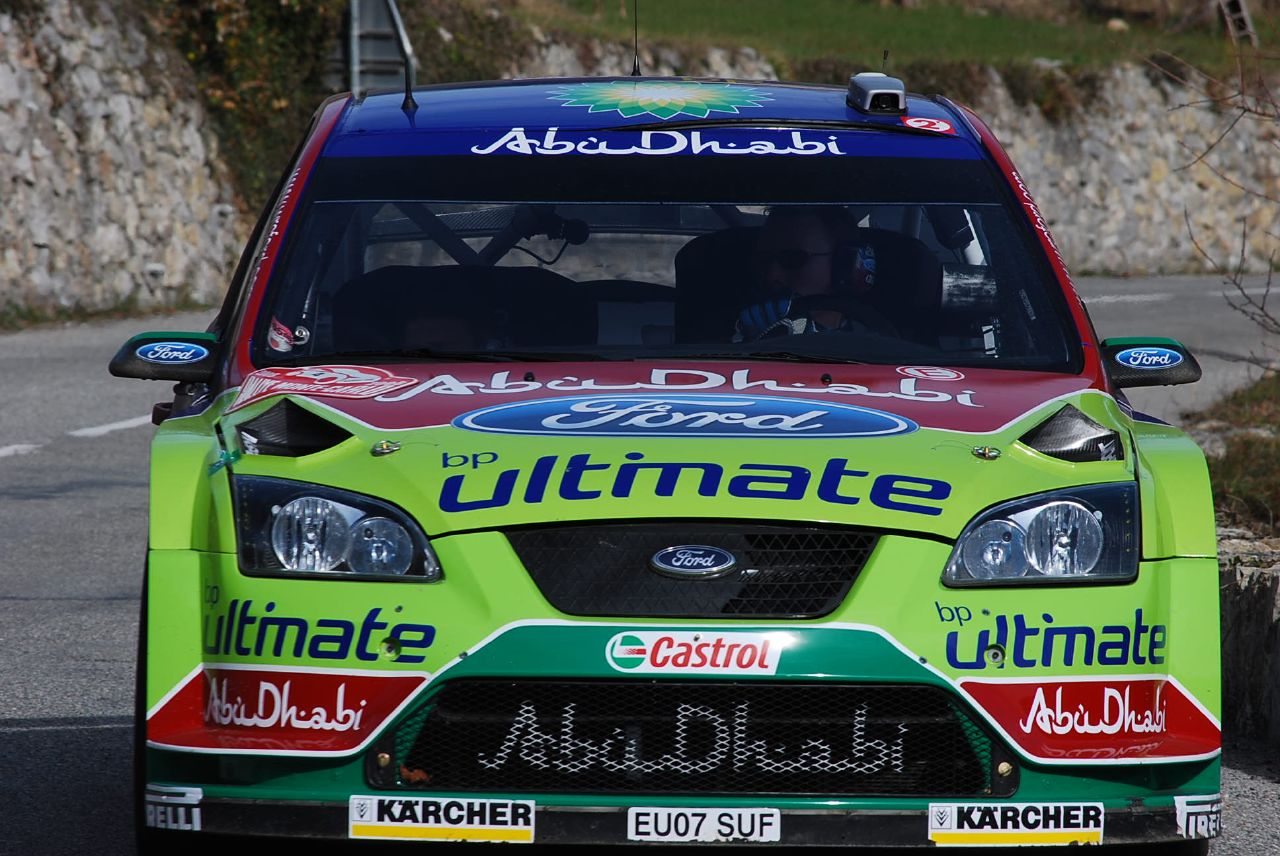
Jari-Matti Latvala im Ford Focus RS WRC

Die 57. Rallye Schweden war der zweite von 15 FIA-Weltmeisterschaftsläufen 2008. Die Rallye bestand aus 20 Wertungsprüfungen und wurde zwischen dem 7. und dem 10. Februar ausgetragen. Die verschneiten Waldstraßen wurden wegen Tauwetter in tiefe, schlammige Wege verwandelt. Deshalb mussten die 12. und die 18. Wertungsprüfung abgesagt werden.

## Bericht
Der 22-Jährige Jari-Matti Latvala (Ford) gewann die Rallye Schweden und konnte nicht nur seinen ersten Sieg in einem Weltmeisterschaftslauf feiern, sondern war bis anhin auch der jüngste Sieger aller Zeiten in der WRC. Am Freitagmorgen übernahm er in der ersten Wertungsprüfung die Führung und gab sie nicht mehr ab bis zum Schluss. Latvala zeigte sich unbeeindruckt von den widrigen Bedingungen. Bei milden Temperaturen schmolz der Schnee und verwandelte die Straßen in rutschige und gefährliche Strecken. Zwei Wertungsprüfungen mussten sogar abgesagt werden, weil die Straßen in zu schlechtem Zustand waren. Latvala baute den Vorsprung aus und fuhr an den beiden folgenden Tagen kontrolliert dem Ziel entgegen. Am Schluss hatte er 58,3 Sekunden Vorsprung auf seinen Teamkollegen Mikko Hirvonen. Hirvonen konnte diesmal Latvala nicht folgen und er fühlte sich bei den schwierigen Bedingungen nicht richtig wohl im Auto. So begnügte er sich damit, den zweiten Rang sicher ins Ziel zu fahren. Mit den gewonnenen acht Punkten übernahm er die Führung in der Weltmeisterschaft der Fahrer.
Sébastien Loeb (Citroën) musste in Schweden eine Nullnummer verzeichnen. Am Freitagmittag hatte er sich überschlagen und dabei den Motor beschädigt. Seine Mechaniker konnten nicht die nötigen Reparaturen durchführen. Zwar startete Loeb am Samstag wieder, aber am Mittag gab er endgültig auf. In der WM-Wertung hatte Hirvonen nun sechs Punkte Vorsprung auf Loeb. Mit dem sechsten Rang konnte Teamkollege Dani Sordo immerhin noch Weltmeisterschaftspunkte gewinnen für Citroën.
Gigi Galli (Ford) lieferte sich zunächst einen spannenden Kampf mit dem Teamkollegen Henning Solberg um den vierten Platz. Solberg fiel nach einem Unfall aber weit zurück. Beifahrer Cato Menkerud musste sogar zu Untersuchungen ins Krankenhaus, die Ärzte fanden keine Verletzungen. Solberg startete wieder und gewann fünf Wertungsprüfungen. Es reichte aber trotz der Bestzeiten nur für eine Platzierung im Mittelfeld. Bruder Petter Solberg (Subaru) fuhr unauffällig auf den vierten Rang.

## Klassifikationen

### Endresultat
| Pos | Fahrer             | Co-Pilot             | Auto                                        | Zeit      | Rückstand | Punkte |
| WRC | WRC                | WRC                  | WRC                                         | WRC       | WRC       | WRC    |
| --- | ------------------ | -------------------- | ------------------------------------------- | --------- | --------- | ------ |
| 01  | Jari-Matti Latvala | Miikka Anttila       | Ford Focus RS WRC                           | 2:46:41.2 | 00:00.0   | 10     |
| 02  | Mikko Hirvonen     | Jarmo Lehtinen       | Ford Focus RS WRC                           | 2:47:39.5 | 00:58.3   | 8      |
| 03  | Gigi Galli         | Giovanni Bernacchini | Ford Focus RS WRC                           | 2:49:04.4 | 02:23.2   | 6      |
| 04  | Petter Solberg     | Phil Mills           | Subaru Impreza WRC                          | 2:49:40.6 | 02:59.4   | 5      |
| 05  | Andreas Mikkelsen  | Ola Fløne            | Ford Focus RS WRC                           | 2:52:27.2 | 05:46.0   | 4      |
| 06  | Dani Sordo         | Marc Martí           | Citroën C4 WRC                              | 2:53:54.3 | 07:13.1   | 3      |
| 07  | Toni Gardemeister  | Tomi Tuominen        | Suzuki SX4 WRC                              | 2:57:16.5 | 10:35.3   | 2      |
| 08  | Juho Hänninen      | Mikko Markkula       | Mitsubishi Lancer\|Mitsubishi Lancer Evo IX | 2:59:08.7 | 12:27.5   | 1      |
| 09  | Mads Østberg       | Ole Kristian Unnerud | Subaru Impreza WRC                          | 3:00:09.7 | 13:28.5   |        |
| 10  | Jari Ketomaa       | Miika Teiskonen      | Subaru Impreza STi N12                      | 3:00:31.9 | 13:50.7   |        |

### Wertungsprüfungen
| Tag                                       | WP          | Name       | Länge   | Start MEZ          | Gewinner             | Co-Pilot          | Auto               | Zeit       | Ø km/h             | Leader         |
| ----------------------------------------- | ----------- | ---------- | ------- | ------------------ | -------------------- | ----------------- | ------------------ | ---------- | ------------------ | -------------- |
| Tag 1 (7. Feb.)                           | WP1         | Karlstad 1 | 1,90 km | 20:04              | Petter Solberg       | Phil Mills        | Subaru Impreza WRC | 01:28.9    | 76,5 km/h          | Petter Solberg |
| Tag 2 (8. Feb.)                           |             |            |         |                    |                      |                   |                    |            |                    | Petter Solberg |
| Service Park Karlstad 08:17 Uhr (15 Min.) |             |            |         |                    |                      |                   |                    |            |                    | Petter Solberg |
| WP2                                       | Stensjön 1  | 15,50 km   | 09:34   | Jari-Matti Latvala | Miikka Anttila       | Ford Focus RS WRC | 07:24.0            | 125,7 km/h | Jari-Matti Latvala |                |
| WP3                                       | Bjälverud 1 | 21,58 km   | 10:44   | Jari-Matti Latvala | Miikka Anttila       | Ford Focus RS WRC | 10:33.7            | 122,5 km/h | Jari-Matti Latvala |                |
| WP4                                       | Mangen 1    | 22,09 km   | 11:23   | Jari-Matti Latvala | Miikka Anttila       | Ford Focus RS WRC | 12:20.7            | 107,4 km/h | Jari-Matti Latvala |                |
| WP5                                       | Stensjön 2  | 15,50 km   | 13:25   | Jari-Matti Latvala | Miikka Anttila       | Ford Focus RS WRC | 07:22.3            | 126,2 km/h | Jari-Matti Latvala |                |
| WP6                                       | Bjälverud 2 | 21,58 km   | 14:35   | Jari-Matti Latvala | Miikka Anttila       | Ford Focus RS WRC | 10:32.4            | 122,8 km/h | Jari-Matti Latvala |                |
| WP7                                       | Mangen 2    | 22,09 km   | 15:14   | Jari-Matti Latvala | Miikka Anttila       | Ford Focus RS WRC | 12:21.2            | 107,3 km/h | Jari-Matti Latvala |                |
| WP8                                       | Karlstad 2  | 1,90 km    | 18:00   | Gigi Galli         | Giovanni Bernacchini | Ford Focus RS WRC | 01:28.2            | 77,6 km/h  | Jari-Matti Latvala |                |
| Service Karlstad 18:11 Uhr (45 Min.)      |             |            |         |                    |                      |                   |                    |            | Jari-Matti Latvala |                |
| Tag 3 (9. Feb.)                           |             |            |         |                    |                      |                   |                    |            | Jari-Matti Latvala |                |
| Service Karlstad 07:07 Uhr (15 Min.)      |             |            |         |                    |                      |                   |                    |            | Jari-Matti Latvala |                |
| WP9                                       | Horssjön 1  | 14,89 km   | 08:25   | Sébastien Loeb     | Daniel Elena         | Citroën C4 WRC    | 09:18.1            | 96,0 km/h  | Jari-Matti Latvala |                |
| WP10                                      | Hagfors 1   | 20,92 km   | 09:38   | Dani Sordo         | Marc Martí           | Citroën C4 WRC    | 11:45.8            | 106,7 km/h | Jari-Matti Latvala |                |
| WP11                                      | Vargåsen 1  | 24,63 km   | 10:41   | Sébastien Loeb     | Daniel Elena         | Citroën C4 WRC    | 13:49.1            | 106,9 km/h | Jari-Matti Latvala |                |
| WP12                                      | Horssjön 2  | 14,89 km   | 13:04   | abgesagt           | abgesagt             | abgesagt          | abgesagt           | abgesagt   | Jari-Matti Latvala |                |
| WP13                                      | Hagfors 2   | 20,92 km   | 14:17   | Dani Sordo         | Marc Martí           | Citroën C4 WRC    | 11:30.1            | 109,1 km/h | Jari-Matti Latvala |                |
| WP14                                      | Vargåsen 2  | 24,63 km   | 15:20   | Mikko Hirvonen     | Jarmo Lehtinen       | Ford Focus RS WRC | 13:32.5            | 109,1 km/h | Jari-Matti Latvala |                |
| Service Karlstad 17:25 Uhr (45 Min.)      |             |            |         |                    |                      |                   |                    |            | Jari-Matti Latvala |                |
| Tag 4 (10. Feb.)                          |             |            |         |                    |                      |                   |                    |            | Jari-Matti Latvala |                |
| Service Karlstad 06:37 Uhr (15 Min.)      |             |            |         |                    |                      |                   |                    |            | Jari-Matti Latvala |                |
| WP15                                      | Ullen 1     | 16,25 km   | 08:08   | Henning Solberg    | Kato Menkerud        | Ford Focus RS WRC | 08:21.7            | 116,6 km/h | Jari-Matti Latvala |                |
| WP16                                      | Lesjöfors 1 | 10,49 km   | 09:13   | Henning Solberg    | Kato Menkerud        | Ford Focus RS WRC | 05:54.5            | 106,5 km/h | Jari-Matti Latvala |                |
| WP17                                      | Rämmen 1    | 21,87 km   | 09:45   | Henning Solberg    | Kato Menkerud        | Ford Focus RS WRC | 11:14.4            | 116,7 km/h | Jari-Matti Latvala |                |
| WP18                                      | Ullen 2     | 16,25 km   | 11:21   | abgesagt           | abgesagt             | abgesagt          | abgesagt           | abgesagt   | Jari-Matti Latvala |                |
| WP19                                      | Lesjöfors 2 | 10,49 km   | 12:26   | Henning Solberg    | Kato Menkerud        | Ford Focus RS WRC | 05:43.8            | 109,7 km/h | Jari-Matti Latvala |                |
| WP20                                      | Rämmen 2    | 21,87 km   | 12:58   | Henning Solberg    | Kato Menkerud        | Ford Focus RS WRC | 11:07.1            | 118,0 km/h | Jari-Matti Latvala |                |
| Service Karlstad 14:58 Uhr (10 Min.)      |             |            |         |                    |                      |                   |                    |            | Jari-Matti Latvala |                |

### Gewinner Wertungsprüfungen
| WP            | Anzahl | Fahrer             | Auto               |
| ------------- | ------ | ------------------ | ------------------ |
| 2–7           | 6      | Jari-Matti Latvala | Ford Focus RS WRC  |
| 15–17, 19, 20 | 5      | Henning Solberg    | Ford Focus RS WRC  |
| 9, 11         | 2      | Sébastien Loeb     | Citroën C4 WRC     |
| 10, 13        | 2      | Dani Sordo         | Citroën C4 WRC     |
| 1             | 1      | Petter Solberg     | Subaru Impreza WRC |
| 8             | 1      | Gigi Galli         | Ford Focus RS WRC  |
| 14            | 1      | Jari-Matti Latvala | Ford Focus RS WRC  |

### Fahrer-WM nach der Rallye
| Pos. | Fahrer             | Punkte |
| ---- | ------------------ | ------ |
| 1    | Mikko Hirvonen     | 16     |
| 2    | Jari-Matti Latvala | 10     |
| 3    | Sébastien Loeb     | 10     |
| 4    | Gigi Galli         | 9      |
| 5    | Petter Solberg     | 9      |

### Team-Weltmeisterschaft
| Pos. | Team        | Punkte |
| ---- | ----------- | ------ |
| 1    | Ford WRT    | 26     |
| 2    | Stobart WRT | 16     |
| 3    | Subaru WRT  | 16     |
| 4    | Citroën WRT | 15     |
| 5    | Suzuki WRT  | 5      |